# Монк, Мередит
Мередит Монк (англ. Meredith Jane Monk; род. 20 ноября 1942[…], Куинс, Нью-Йорк) — американский композитор, певица, хореограф, режиссёр театра и кино; видная представительница нью-йоркского художественного авангарда.

## Биография и творчество
В 1964 году окончила Колледж Сары Лоуренс (англ.) в Нью-Йорке, в 1968 году основала центр междисциплинарных исследований исполнительского искусства «Дом» (англ. The House), привлекла к нему Брюса Наумана, Стива Райха, Филипа Гласса и других. Работала в Театре танца Джадсона. Экспериментирует с техниками звукового расширения, соединением различных искусств в исполнительском акте. В работах Мередит Монк соединены музыкальные и перформативные практики. Сотрудничает с «Кронос-квартетом».
Сняла по собственным сценариям экспериментальные «фильмы для слуха» «Эллис-Айленд» (1981) и «Книга дней» (1988). Её музыка использована в фильмах Жана-Люка Годара «Новая волна» (1990), братьев Коэн «Большой Лебовски» (1998) и других.

## Музыкальные произведения

### Инструментальные сочинения
- Paris for solo piano (1973)
- Acts from under and above Ellis Island for two pianos (1986)
- Window in 7’s for solo piano (1986)
- Parlour Games for two pianos (1988)
- Phantom Waltz for two pianos (1990)
- St.Petrsburg Waltz for solo piano (1994)
- Steppe Music for solo piano (1997)
- Clarinet Study #4, for Solo Clarinet (1999)
- Cello Study #1 for Solo Cello and Voice (1999)
- Trumpet Study #1 for Solo Trumpet (1999)
- Possible Sky for orchestra and voices (2003)
- Stringsongs for string quartet (2004)

### Вокальные сочинения
- 16 Millimeter Earrings for voice, guitar and tapes (1966)
- Juice: A Theater Cantata for 85 voices, Jew’s harp and two violins (1969)
- Vessel: An Opera Epic for 75 voices, electronic organ, dulcimer and accordion (1971)
- Our Lady of Late for solo voice and wine glass (1972)
- Quarry: An Opera for 38 voices, 2 pump organs, 2 soprano recorders, tape (1976)
- Songs from the Hill for unaccompanied solo voice (1976)
- Tablet for four voices, piano four hands, two soprano recorders (1976)
- Dolmen Music for 6 voices, cello, percission (1979)
- The Games for 16 voices, synthesizer, keyboards, Flemish bagpipes, bagpipis, Chinese and rauschpfeife (1983)
- Astronaut Anthem for chorus a capella (1983)
- Panda Chant II for chorus a cappella (1984)
- Book of Days for 25 voices, syntesizer, piano or 7 voices, synthesizer (Chamber Version) (1985)
- Scared Song, song for solo voice, synthesizer and piano (1986)
- I Don’t Know, song for solo voice and piano (1986)
- Atlas: An Opera in Three Parts for 18 voices and chamber orchestra (1991)
- Three Heavens and Hells for 4 voices (1992)
- Volcano Songs (Solo) for solo voice, voice with taped voices and piano (1994)
- Star Trek: Envoy for composing/directing/performing in the Den-Kai/Krikiki Ensemble (1995)
- The Politics of Quiet for 10 voices, 2 keyboards, horn, violin, bowed psaltry (1996)
- Mercy for 6 voices, 2 keyboards, percussion, multiple woodwinds, violin (2001)
- When There Were Work Songs for vocal ensemble (2002)
- Last Song for solo voice and piano (2003)
- Impermanence for eight voices, piano, keyboard, marimba, vibraphone, percussion, violin, multiple woodwinds, bicycle wheel (2005)
- Night for chorus and orchestra (1996—2005)
- Songs of Ascencion for vocal ensemble and string quartet (2006)

## Признание и награды
- 1972, 1982 — Стипендия Гуггенхайма[4]
- 1996 — премия Сэмюэла Скриппса[англ.] / ADF за достижения в области современного танца.
- Мередит Монк является почётным доктором филадельфийского Университета искусств, Джульярдской школы, Художественного института Сан-Франциско, Бостонской консерватории.
- Была представлена на коллекционных карточках Supersisters.